# Akland
Akland is een kleine plaats in de fylke Agder in het zuiden van Noorwegen. De plaats maakt deel uit van de gemeente Risør. Het dorpje ligt langs de oude route van de E 18, de nieuwe route loopt vanaf Akland een stuk naar het westen. De oude route is omgenummerd naar Fylkesvei 416-418. Direct ten noorden van het dorp ligt de tunnel  Sørlandsporten die tot de omlegging van de E18 de Poort tot het zuiden van Noorwegen (Sørlandet) was.